# Julius Meier-Graefe
Julius Meier-Graefe (ur. 10 czerwca 1867 w Reschitz, zm. 5 czerwca 1935 w Vevey) – niemieckojęzyczny krytyk artystyczny, historyk sztuki, historyk literatury i pisarz, często wskazywany jako jedna z kluczowych postaci dla rozwoju nowoczesnej historii sztuki. W krytyce artystycznej skutecznie bronił francuskich nurtów impresjonizmu i neoimpresjonizmu, belgijskiego Art Nouveau czy twórczości takich artystów jak Vincent van Gogh i Paul Cézanne. Był jednym z krytyków, którzy przyczynili się do ponownego odkrycia malarstwa El Greca. Uchodził również za jednego z wcześniejszych obrońców wartości kosmopolitycznych w dwudziestowiecznych Niemczech; do 1914 aktywnie zwalczał rodzący się wówczas radykalny nacjonalizm.

## Życiorys

### Młodość
Jego ojcem był Edward Meier, austro-węgierski inżynier i urzędnik, a matką Maria Graefe, która zmarła w połogu. Niedługo po narodzinach Juliusa rodzina przeprowadziła się do niemieckiej Nadrenii w okolice Düsseldorfu, gdzie w 1879 Meier-Graefe uzyskał maturę. Młodość spędził pod bardzo silnym wpływem ojca (co opisał wiele lat później w powieści Der Vater z 1932). W 1886 r. ukończył staż zawodowy w fabryce maszyn, a w 1888 pod presją ojca rozpoczął studia inżynierskie na uniwersytecie w Monachium. Rok później wyjechał na studia zagraniczne do Zurychu oraz Liège, odwiedził wówczas odbywającą się wtedy w Paryżu Wystawę Światową, pragnąc zadebiutować jako pisarz. Wrócił do Niemiec w 1890: jednak nie do Monachium, a do Berlina, gdzie rozpoczął studia historyczno-artystyczne pod kierunkiem Hermana Grimma. Uczęszczał także na wykłady socjologa Georga Simmla, filozofa Moritza Lazarusa, historyka Heinricha von Treitschkego czy ekonomisty Adolfa Wagnera. Obracał się w kręgach artystycznej bohemy i berlińskiej kosmopolitycznej inteligencji, gdzie spotkał m.in. Ottona Juliusa Bierbauma, Stanisława Przybyszewskiego, Edvarda Muncha, Richarda Dehmela czy Augusta Strindberga.

### Działalność krytycznoartystyczna
W 1894 r. był współzałożycielem artystycznego czasopisma „Pan” i redaktorem działu sztuki, jednak już po ukazaniu się pierwszego numeru osoby finansujące przedsięwzięcie zwolniły Meiera-Graefego z zajmowanego stanowiska, ponieważ nie przykładał on należytej wagi do sztuki niemieckiej. Jego zasługą było zorganizowanie grupy odbiorców dla nowego periodyku i zebranie grupy krytyków, artystów i grafików (m.in. Toulouse-Lautreca), ale ostatecznie zawiodły pisarza artystyczne tendencje czasopisma, które pozostały niespójne. Rok później wyjechał ponownie do Paryża, gdzie już w 1897 rozpoczął kolejne przedsięwzięcie wydawnicze i założył czasopismo „Dekorative Kunst” ukazujące się w Monachium do 1929. Pismo, przykładające ogromną wagę do estetycznej oprawy artystycznej, skupiało się na upowszechnianiu wzorców secesyjnych. W latach 1899–1903 prowadził też w Paryżu galerię sztuki secesyjnej La Maison Moderne.
W 1904 r. ukazało się jego najważniejsze dzieło historyczno-artystyczne – Die Entwicklungsgeschichte der modernen Kunst (pol. Historia rozwoju sztuki nowoczesnej). W swojej rozprawie skupiał się na dziewiętnastowiecznej sztuce francuskiej od Eugène’a Delacroix po impresjonistów i postimpresjonistów. Między innymi w związku z popularnością tego dzieła zaczęto rozpoznawać w Meierze-Graefem przede wszystkim rzecznika impresjonizmu. Rozprawa ta nie stanowi jednolitej narracji, ale jest zbiorem szkiców o kolejnych artystach i szczegółowych analiz ich dzieł, przy których z dużą precyzją odnosi się do ich formalnych aspektów, wiele miejsca poświęcając zwłaszcza kolorystyce. Meier-Graefe nie patrzy na dzieła sztuki przez pryzmat oddziaływań ekonomicznych czy historycznych, lecz traktuje dziewiętnastowieczną sztukę jako serię problemów artystycznych i konkretnych ich rozwiązań w poszczególnych dziełach.
Jego przywiązanie do impresjonizmu i przy okazji niechęć do nacjonalizmu w kulturze i sztuce objawia się również w książce Der Fall Böcklin (pol. Przypadek Böcklina) z 1905. Traktuje w niej Arnolda Böcklina, którego wcześniej podziwiał, jako groteskowe ucieleśnienie niemieckiego intelektualnego bezwładu i malarza hołubionego przez klasę rządzącą, który w imię fałszywych wartości stał się, podobnie jak Richard Wagner, uosobieniem „niemieckości”.

### Utrata znaczenia na polu krytyki artystycznej
Od 1914 r. rozpoznania Meiera-Graefego stawały się stopniowo coraz mniej trafne, a przez to pisarz tracił wpływ w obszarze krytyki artystycznej. Przywiązany do nurtów impresjonistycznych i postimpresjonistycznych, bardzo zawzięcie krytykował formacje artystyczne z początku XX wieku: fowistów, kubistów, ekspresjonistów, wyraźnie nie doceniając ich znaczenia ani wartości artystycznej.
W 1915 r., podczas I wojny światowej, zaciągnął się do armii jako ochotnik i walczył na froncie wschodnim; został jeńcem wojennym w Rosji. W 1917 wrócił do kraju i rozwiódł się z pierwszą żoną, żeby poślubić Helene Lienhardt – wspólnie zamieszkali w Dreźnie. W 1921 przeniósł się do Berlina, gdzie zamieszkał w willi zaprojektowanej przez Hermanna Muthesiusa i, rozwiódłszy się z poprzednią żoną, poślubił bogatą dziedziczkę Anne-Marie Epstein.
Z powodów zdrowotnych Meier-Graefe wyjechał do Francji w 1930 r. i do śmierci już do Niemiec nie powrócił: zarówno ze względu na żydowskie pochodzenie jego trzeciej żony, jak i stygmatyzację samego Meiera-Graefego przez nazistów. Paradoksalnie bowiem, chociaż niejednokrotnie wypowiadał się przeciwko formacjom artystycznym XX wieku, narodowych socjalistów raził jego kosmopolityzm i krytyka sztuki nacjonalistycznej. Razem więc z tymi, których malarstwo było mu obce (czyli zwłaszcza niemieckimi ekspresjonistami), stanął pod pręgierzem nazistów: podczas wystawy sztuki zdegenerowanej w 1937 fotografia Meiera-Graefego znajdowała się w lobby galerii pośród innych krytykowanych przez totalitarny rząd artystów i nielicznych historyków sztuki.

## Publikacje

### Dzieła literackie (wybór)
- Ein Abend bei Laura (1890)
- Nach Norden (1893)
- Orlando und Angelica, ein Puppenspiel (1912; wydane z litografiami Ericha Klossowskiego)
- Der Tscheinik (1918)
- Heinrich der Beglücker, Lustspiel (1918)
- Die reine Farbe (prapremiera sceniczna 1919, wyd. książkowe 1920)
- Der Vater (1932)

### Krytyka artystyczna i historia sztuki (wybór)
- Der moderne Impressionismus (1903)
- Die Entwicklungsgeschichte der modernen Kunst (t. 1-3, 1904)
- Der Fall Böcklin und die Lehre von den Einheiten (1905)
- Spanische Reise (1910; o sztuce El Greca)
- Vincent: der Roman eines Gottsuchens (1921; biografia Vincenta van Gogha)

### Historia literatury (wybór)
- Dostojewsky der Dichter (1926)